# Адміністративний устрій Ковельського району (1940—2020)
Адміністративний устрій Ковельського району — адміністративно-територіальний поділ Ковельського району Волинської області на 2 селищні громади, 4 сільські громади і 8 сільських рад, що об'єднують 93 населені пункти та підпорядковані Ковельській районній раді. Адміністративний центр — місто Ковель, яке має статус міста обласного значення, тому не входить до складу району.

## Підпорядковані ради
| Назва                                            | Тип ради      | Населення (пер. 2001) | Населенні пункти | Населенні пункти                                                   |
| Назва                                            | Тип ради      | Населення (пер. 2001) | Кількість        | Перелік                                                            |
| ------------------------------------------------ | ------------- | --------------------- | ---------------- | ------------------------------------------------------------------ |
| Білашівська                                      | сільська рада | 860                   | 4                | Білашів, Грушівка, Іванівка, Перковичі                             |
| Білинська                                        | сільська рада | 1,420                 | 2                | Білин, Колодниця                                                   |
| Велицька                                         | сільська рада | 1,029                 | 2                | Велицьк, Кухарі                                                    |
| Голобська                                        | селищна рада  | 5,296                 | 6                | Голоби, Бруховичі, Вівчицьк, Калиновник, Нужель, Погіньки          |
| Городищенська                                    | сільська рада | 445                   | 3                | Городище, Гредьки, Красноволя                                      |
| Доротищенська                                    | сільська рада | 848                   | 2                | Доротище, Гішин                                                    |
| Дрозднівська                                     | сільська рада | 863                   | 2                | Дроздні, Гончий Брід                                               |
| Дубівська                                        | сільська рада | 2,587                 | 3                | Дубове, Бахів, Вербка                                              |
| Зеленська                                        | сільська рада | 1,550                 | 2                | Зелена, Воля-Ковельська                                            |
| Козлиничівська                                   | сільська рада | 1,083                 | 4                | Козлиничі, Грив'ятки, Луківка, Шкурат                              |
| Колодяжненська                                   | сільська рада | 1,413                 | 3                | Колодяжне, Будище, Волошки                                         |
| Кричевичівська                                   | сільська рада | 1,609                 | 3                | Кричевичі, Ломачанка, Черемошне                                    |
| Любитівська                                      | сільська рада | 2,419                 | 4                | Любитів, Воля-Любитівська, Ворона, Рокитниця                       |
| Люблинецька                                      | селищна рада  | 4,525                 | 3                | Люблинець, Довгоноси, Калинівка                                    |
| Майданська                                       | сільська рада | 427                   | 3                | Майдан, Діброва, Солотвин                                          |
| Мельницька                                       | сільська рада | 1,003                 | 4                | Мельниця, Кривлин, Мирин, Рудка-Миринська                          |
| Мощенська                                        | сільська рада | 870                   | 2                | Мощена, Черкаси (Ковельський район)                                |
| Новомосирська                                    | сільська рада | 877                   | 4                | Новий Мосир, Дарівка, Партизанське, Старий Мосир                   |
| Облапська                                        | сільська рада | 958                   | 2                | Облапи, Мислина                                                    |
| Підрізька                                        | сільська рада | 1,191                 | 2                | Підріжжя, Кашівка                                                  |
| Пісочненська                                     | сільська рада | 811                   | 1                | Пісочне                                                            |
| Поворська                                        | сільська рада | 2,594                 | 4                | Поворськ, Гулівка, Заячівка, Озерне                                |
| Поповичівська                                    | сільська рада | 1,588                 | 6                | Поповичі, Борщівка, Великий Порськ, Жмудче, Малий Порськ, Свидники |
| Радошинська                                      | сільська рада | 1,150                 | 4                | Радошин, Байківці, Битень, Мар'янівка                              |
| Ситовичівська                                    | сільська рада | 437                   | 2                | Ситовичі, Світле                                                   |
| Сільцівська                                      | сільська рада | 1,238                 | 4                | Сільце, Арсеновичі, Підліси, Угли                                  |
| Скулинська                                       | сільська рада | 1,238                 | 2                | Скулин, Стеблі                                                     |
| Старокошарівська                                 | сільська рада | 891                   | 4                | Старі Кошари, Краснодуб'я, Кругель, Нові Кошари                    |
| Тойкутська                                       | сільська рада | 1,454                 | 5                | Тойкут, Воля, Заріччя, Лапні, Любче                                |
| Уховецька                                        | сільська рада | 824                   | 1                | Уховецьк                                                           |
| Ковельська                                       | районна рада  | 43 340                | 93               | 2 селищних та 28 сільських рад.                                    |
| Жирним шрифтом виділенні селищні ради та селища. |               |                       |                  |                                                                    |

## Історія
З 1795 року від часів третього поділу Польщі і до Першої світової війни землі нинішнього Ковельського району входили більшою частиною до складу Ковельського, а невелика східна частина входила до складу Луцького повітів Волинської губернії Російської імперії.
У міжвоєнний період, за часів Польської Республіки територія Ковельського району входила до складу Велицької, Голобської, Любитівської, Несухоїжської, Поворської, Старо Кошарської та Турійської сільських гмін. Всі зазначені гміни були в складі Ковельського повіту Волинського воєводства. 
З початком Другої світової війни у вересні 1939 внаслідок захоплення даної території Радянським Союзом на територіях, що зараз входять до нинішнього району було утворено Ковельський та Голобський райони, у складі Волинської області Української РСР. Після захоплення території Третім Рейхом було утворено Ковельський повіт, що увійшов до генерального округу Волинь і Поділля Райхскомісаріату Україна.
В 1959 році Голобський район було розформовано і його частина разом із селищем Голоби увійшла до складу Ковельського району.
05.02.1965 Указом Президії Верховної Ради Української РСР передано Білашівську сільську раду Турійського району Волинської області до складу Ковельського району, а Літогощенську Ковельського району — до складу Рожищенського району.

## Дивись також
- Ковельський район
- Список населених пунктів Ковельського району
- Ковельська районна рада